# Luiz Arthur Abi Chedid
Luiz Arthur Abi Chedid, é um empresário e dirigente esportivo, brasileiro de origem libanesa. É atualmente Presidente da AESP - Associação das Emissoras de Radio e Televisão do Estado de São Paulo , vice-presidente do Clube Atlético Bragantino e Diretor do Grupo Bandeirantes de Comunicação. É empresário no ramo de comunicação, marketing e transportes.

## Biografia
Luiz Arthur Abi Chedid nasceu em Campinas, interior de São Paulo. 
É formado por Direito e Administração de Empresas e também realizou diversos cursos de aprimoramento como o de Gestão Esportiva, ministrada pela CBF e FIFA em 2017. Como empresário, atua no ramo de comunicação e transportes.
Desde pequeno acompanhou o seu pai, Marquinho Chedid, e o seu avô Nabi Abi Chedid nos diversos eventos políticos e esportivos no país.
Essa convivência diária e a influência existente durante gerações, o fez se interessar cada vez mais pelo mundo esportivo, político e pela continuidade do legado junto ao Clube Atlético Bragantino, clube que vem sendo administrado pela família Chedid há mais de 50 anos. 
Em 2000 foi empossado como novo vice-presidente do Clube Atlético Bragantino, tendo seu pai como Presidente, cargo que o seu pai ocupa desde 1995. A administração conjunta junto ao clube vem sendo marcada por uma administração apontada pela imprensa como voltada para a reconstrução e reorganização do clube. O clube revelou diversos jogadores entre eles Paulinho , Romarinho entre outros. Com esse modelo, o clube vem conseguindo enxugar o passivo trabalhista de gestões anteriores além de ter reformado o estádio do clube.
Também foi responsável por desenvolver diversas ações de marketing que culminou no fortalecimento da marca do clube. Implantou diversos projetos como o BragantinoTV, viabilizou diversos patrocínios e parcerias. Entre eles foi o idealizador do projeto que culminou no pioneirismo do clube em ter sido o primeiro clube de futebol do país a receber patrocínios por meio de criptomoedas, algo inédito do país desde então..
Em 2019, foi responsável pelas negociações que viabilizou a parceria do Bragantino com a marca de bebidas RedBull, tendo viajado para a Europa juntamente com advogados para a formalização da parceria.
No ramo empresarial, atua no setor de transportes e também no setor de Comunicação. É Diretor e acionista do Grupo Bandeirantes de Comunicação, em operações na cidade de Campinas, interior de São Paulo. Ocupa também a cadeira de membro do Conselho de Administação e Tesoureiro da AESP - Associação das Emissoras de Radio e Televisão do Estado de São Paulo.
O  trabalho desenvolvido pelo bisavô, Hafiz Abi Chedid, avô, e pai, acabou influenciando, ainda, outros membros da família. Jesus Chedid, seu tio-avô foi prefeito de Bragança Paulista e Serra Negra. Elmir Chedid, seu primo, foi vice-prefeito de Serra Negra, entre 1993 e 1996 e em 1996, foi eleito prefeito em Serra Negra. Seus outros primos, Erika Chedid e André Luiz Chedid, foram os vereadores mais votados em Serra Negra, em 1996[carece de fontes?] . Em janeiro de 1999, André Luiz Chedid foi eleito presidente e Erika Chedid a vice-presidente da Câmara Municipal de Serra Negra[carece de fontes?] .  Também, seu primo, Edmir Chedid seguiu os passos da família, elegendo-se vereador em Bragança Paulista e deputado Estadual, atualmente no seu sétimo mandato consecutivo.

## Referencias
1. ↑  «Nova diretoria da AESP foi eleita por aclamação». www.futebolinterior.com.br. Consultado em 13 de maio de 2023
2. ↑  blogpontodeonibus (30 de março de 2017). «Caio vende 25 Apache VIP para Atibaia». Diário do Transporte. Consultado em 15 de fevereiro de 2019
3. ↑  «CBF Academy - Excelência dentro e fora de campo.». www.cbf.com.br. Consultado em 15 de fevereiro de 2019
4. ↑  «AESP elege nova diretoria». ADNEWS. 3 de maio de 2016. Consultado em 15 de fevereiro de 2019
5. ↑  Júnior, Autor: Gilberto Costa (3 de abril de 2017). «Grupo Sancetur adquire mais unidades do Apache Vip, da Caio Induscar». Ônibus Paraibanos. Consultado em 15 de fevereiro de 2019
6. ↑  «G1 > Edição São Paulo - NOTÍCIAS - Morre Nabi Abi Chedid, ex-deputado em SP e vice-presidente da CBF». g1.globo.com. Consultado em 15 de fevereiro de 2019
7. ↑  «Dirigente do Bragantino encontra Ttie e dá camisa a presidente da CBF». www.futebolinterior.com.br. Consultado em 15 de fevereiro de 2019
8. ↑  «Presidente do Bragantino é baleado em assalto em São Paulo - Esportes». Estadão. Consultado em 15 de fevereiro de 2019
9. ↑  Paulista, Por GloboEsporte comBragança; SP. «Chedid exalta saúde financeira do Bragantino após 10 anos no clube». globoesporte.com. Consultado em 15 de fevereiro de 2019
10. ↑  http://globoesporte.globo.com/futebol/times/bragantino/noticia/2014/01/chedid-exalta-saude-financeira-do-bragantino-apos-10-anos-no-clube.html
11. ↑  http://www.gazetaesportiva.net/noticia/2012/06/bragantino/celeiro-de-craques-bragantino-tambem-exalta-romarinho.html
12. ↑  «Futebol Interior». www.futebolinterior.com.br. Consultado em 15 de fevereiro de 2019
13. ↑  «Bragantino se torna o primeiro clube de futebol no Brasil a aceitar BitcoinCriptomoedas Fácil | Criptomoedas Fácil». www.criptomoedasfacil.com. Consultado em 15 de fevereiro de 2019
14. 1 2  «Bragantino faz campanha por patrocínio e aceita até bitcoins como pagamento». Globoesporte. Consultado em 15 de fevereiro de 2019
15. ↑  «Corretora de criptomoedas anuncia patrocínio ao Bragantino». propmark. Consultado em 15 de fevereiro de 2019
16. ↑  «Pioneiro, Bragantino busca patrocínio e aceitará bitcoins como pagamento». esporte.uol.com.br. Consultado em 15 de fevereiro de 2019
17. ↑  «Contra o Santos, Bragantino estreará patrocínios ligados a criptomoedas». www.bol.uol.com.br. Consultado em 15 de fevereiro de 2019
18. ↑  «Bragantino fecha patrocínio com bitcoins». IT Forum 365 | Conectando todo o setor de TI (em inglês). 24 de janeiro de 2018. Consultado em 15 de fevereiro de 2019
19. ↑  «Red Bull Brasil investe R$ 45 milhões e assume o comando do Bragantino». epocanegocios.globo.com. Consultado em 11 de julho de 2019
20. ↑  admin (30 de agosto de 2019). «Mais 22 novos professores tomam posse na rede municipal». Jornal + Bragança. Consultado em 7 de outubro de 2019
21. ↑  «Prefeitura Municipal de Serra Negra/SP- Notícias». www.serranegra.sp.gov.br. Consultado em 7 de agosto de 2015
22. ↑  Catanzaro, Rafael. «Deputado Edmir Chedid toma posse de seu sexto mandato neste domingo». www.jornalemdia.com.br. Consultado em 7 de agosto de 2015. Arquivado do original em 3 de março de 2016